# Mihail Semjonovič Voroncov
Princ Mihail Semjonovič Voroncov (rusko Михаи́л Семёнович Воронцо́в), ruski general, * 1782, † 1856.
Bil je eden izmed pomembnejših generalov, ki so se borili med Napoleonovo invazijo na Rusijo; posledično je bil njegov portret dodan v Vojaško galerijo Zimskega dvorca.

## Življenje
Otroštvo in mladost je preživel v Londonu, kjer je prejel izvrstno izobrazbo. V letih 1803–04 se je boril na Kavkazu, v letih 1805–07 proti Francozom in v letih 1809–11 proti Turkom. 
Med patriotsko vojno je poveljeval grenadirskim divizijam; med bitko pri Borodinu je preživelo le 300 od 4000 njegovih mož. Tudi sam je bil ranjen, tako da je do leta 1813 bil na bolniškem dopustu. Postal je poveljnik nove grenadirske divizije; po vojni pa je bil poveljnik okupacijskega korpusa v Franciji (1815–18).
7. maja 1823 je postal generalni guverner Nove Rusije in namestnik Besarabije. Leta 1828 je vpeljal parnike na Črnem morju. Istega leta se je pričela tudi rusko-turško vojna.
Leta 1844 je postal vrhovni poveljnik in podkralj Kavkaške regije; za svoje zasluge v Čečeniji je bil povzdignjen v princa in leta 1856 povišan v generalfeldmaršala.